# Esbjerg Hurricanes 2022
Questa voce raccoglie le informazioni riguardanti gli Esbjerg Hurricanes nelle competizioni ufficiali della stagione 2022.

## Danmarksserien 2022

### Stagione regolare
| Esbjerg 30 aprile 2022, ore 14:00 2ª giornata | Esbjerg Hurricanes | 14 – 50 referto | Triangle Razorbacks II | Skibhøj Idrætsanlæg |

| Esbjerg 8 maggio 2022, ore 14:00 3ª giornata | Esbjerg Hurricanes | 38 – 0 referto | Randers Rednex | Skibhøj Idrætsanlæg |

| Sønderborg 28 maggio 2022, ore 14:00 6ª giornata | Sønderborg Steelers | 6 – 28 referto | Esbjerg Hurricanes | Sønderparken |

| Vejle 5 giugno 2022, ore 14:00 7ª giornata | Triangle Razorbacks II | 56 – 40 referto | Esbjerg Hurricanes | Vejle Atletikstadion |

| Esbjerg 27 agosto 2022, ore 14:00 12ª giornata | Esbjerg Hurricanes | 58 – 8 referto | Sønderborg Steelers | Skibhøj Idrætsanlæg |

| Slagelse 3 settembre 2022, ore 14:00 13ª giornata | Slagelse Wolfpack /Amager Demons II | 0 – 50 referto | Esbjerg Hurricanes | Nordhallen |

### Playoff
| Næstved 11 settembre 2022, ore 14:00 Semifinale | Næstved Vikings | 38 – 74 referto | Esbjerg Hurricanes | SJSI Vikings |

| Hvidovre 25 settembre 2022, ore 14:00 Elming Bowl | Avedøre Monarchs | 48 – 46 referto | Esbjerg Hurricanes | Hvidovre Gymnasium |

## Statistiche di squadra
| Competizione      | %Vittorie | In casa | In casa | In casa | In casa | In casa | In casa | In trasferta | In trasferta | In trasferta | In trasferta | In trasferta | In trasferta | Totale | Totale | Totale | Totale | Totale | Totale |
| Competizione      | %Vittorie | G       | V       | N       | P       | Pf      | Ps      | G            | V            | N            | P            | Pf           | Ps           | G      | V      | N      | P      | Pf     | Ps     |
| ----------------- | --------- | ------- | ------- | ------- | ------- | ------- | ------- | ------------ | ------------ | ------------ | ------------ | ------------ | ------------ | ------ | ------ | ------ | ------ | ------ | ------ |
| Stagione regolare | .667      | 3       | 2       | 0       | 1       | 110     | 58      | 3            | 2            | 0            | 1            | 118          | 62           | 6      | 4      | 0      | 2      | 228    | 120    |
| Playoff           | .500      | 0       | 0       | 0       | 0       | 0       | 0       | 2            | 1            | 0            | 1            | 120          | 86           | 2      | 1      | 0      | 1      | 120    | 86     |
| Totale            | .625      | 3       | 2       | 0       | 1       | 110     | 58      | 5            | 3            | 0            | 2            | 238          | 148          | 8      | 5      | 0      | 3      | 348    | 206    |